# Andrei Biéli
Andrei Biéli (em alfabeto cirílico Андрей Белый) era o pseudônimo de Boris Nikolaevich Bugaev (26 de Outubro de 1880 - 8 de Janeiro de 1934) foi um romancista, poeta, teórico, comunista e crítico literário russo. Seu romance Petersburg foi considerado por Vladimir Nabokov como a terceira maior obra-prima do século XX.

## Biografia
Boris Bugaev nasceu em Moscou, em uma família intelectual proeminente. Seu pai, Nikolai Bugaev, foi um importante matemático que é considerado o fundador da escola de matemática de Moscou. Sua mãe não era apenas muito inteligente, mas também uma famosa beldade da sociedade, e foco de considerável fofoca. O jovem Boris era um polímata cujos interesses incluíam matemática, biologia, química, música, filosofia e literatura. Bugaev frequentou a universidade na Universidade de Moscou. Ele iria participar tanto do movimento simbolista quanto da escola russa de neokantismo. Bugaev tornou-se amigo de Alexander Bloke a esposa dele; ele se apaixonou por ela, o que causou tensões entre os dois poetas.
Nikolai Bugaev era bem conhecido por seus influentes ensaios filosóficos, nos quais condenava a geometria e a probabilidade e alardeava as virtudes da análise rigorosa. Apesar - ou por causa - dos gostos matemáticos de seu pai, Boris Bugaev era fascinado pela probabilidade e particularmente pela entropia, uma noção à qual ele se refere com frequência em obras como Kotik Letaev.
Quando jovem, Biéli foi fortemente influenciado por seu relacionamento com a família do filósofo Vladimir Solovyov, especialmente com o irmão mais novo de Vladimir, Mikhail, descrito em seu longo poema autobiográfico The First Encounter (1921); o título é um reflexo dos Três Encontros de Vladimir Solovyov. Foi Mikhail Solovyov quem deu a Bugaev seu pseudônimo Andrei Biéli.
O romance simbolista de Biéli, Petersburg (1913; 1922), é geralmente considerado sua obra-prima. O livro emprega um método de prosa impressionante em que os sons frequentemente evocam cores. O romance se passa na atmosfera um tanto histérica de Petersburgo na virada do século e da Revolução Russa de 1905. Na medida em que se pode dizer que o livro possui um enredo, isso pode ser resumido como a história do infeliz Nikolai Apollonovich, um vagabundo que se envolveu na política revolucionária.
Em seus últimos anos Biéli foi influenciado por Antroposofia de Rudolf Steiner que tornou-se amigo pessoal de Steiner. Ele passou um tempo entre a Suíça, Alemanha e Rússia, durante sua revolução. Ele apoiou a ascensão bolchevique ao poder e mais tarde dedicou seus esforços à cultura soviética, servindo no Comitê Organizacional da União dos Escritores Soviéticos. Ele morreu, aos 53 anos, em Moscou.
O Prêmio Andrei Biéli, um dos prêmios mais importantes da literatura russa, foi batizado em sua homenagem. Seus poemas eram musicados e frequentemente executados por cantores e compositores russos.